# ONEW THE LIVE : CONNECTION
《2025 ONEW CONCERT [ONEW THE LIVE : CONNECTION]》은 대한민국의 음악 그룹 샤이니의 멤버 온유의 두 번째 콘서트 투어이다.

## 개요
2024년 12월 16일, 소속사 그리핀 엔터테인먼트는 각종 SNS를 통해 온유의 2번째 미니앨범 발표 공식화와 동시에 두번째 아시아 투어 일정을 발표했고 이듬해인 2025년 1월 9일, 서울 공연의 상세 예매 일정 및 포스터가 공개되었다. 뒤이어 일주일 뒤인 16일, 20일에 멜론티켓을 통해 팬클럽 선행 예매와 일반 예매가 개시되었다.
뒤이어 2월 27일에는 8회에 걸친 미국 투어 일정을 공개하였으며, 온유는 15회에 걸친 데뷔 이래 첫 솔로 월드 투어를 통해 약 8만여명의 누적 관객을 기록하였다.

## 투어 일정
| 일정            | 도시         | 국가     | 장소                  | 관객 동원     |
| 아시아          | 아시아       | 아시아   | 아시아                | 아시아        |
| --------------- | ------------ | -------- | --------------------- | ------------- |
| 2025년 2월 15일 | 횡빈         | 일본     | 요코하마 아레나       | 통산 30,000명 |
| 2025년 2월 16일 | 횡빈         | 일본     | 요코하마 아레나       | 통산 30,000명 |
| 2025년 2월 21일 | 서울         | 대한민국 | 올림픽 공원 올림픽 홀 | 통산 10,500명 |
| 2025년 2월 22일 | 서울         | 대한민국 | 올림픽 공원 올림픽 홀 | 통산 10,500명 |
| 2025년 2월 23일 | 서울         | 대한민국 | 올림픽 공원 올림픽 홀 | 통산 10,500명 |
| 2025년 4월 5일  | 타이베이     | 대만     | 타이베이 뮤직 센터    | 5,000명       |
| 2025년 4월 20일 | 마카오       | 마카오   | 브로드웨이 시어터     | 3,000명       |
| 북아메리카      |              |          |                       |               |
| 2025년 4월 24일 | 뉴욕         | 미국     | 더 타운 홀            | 2,000명       |
| 2025년 4월 26일 | 디트로이트   | 미국     | 더 필모어 디트로이트  | 3,000명       |
| 2025년 4월 28일 | 워싱턴       | 미국     | 워너 시어터           | 1,800명       |
| 2025년 4월 30일 | 시카고       | 미국     | 코페르니쿠스 센터     | 1,800명       |
| 2025년 5월 2일  | 댈러스       | 미국     | 댈러스 뮤직 홀        | 2,000명       |
| 2025년 5월 4일  | 휴스턴       | 미국     | 바유 뮤직 센터        | 2,000명       |
| 2025년 5월 7일  | 샌프란시스코 | 미국     | 팰리스 오브 파인 아트 | 1,000명       |
| 2025년 5월 9일  | 로스앤젤레스 | 미국     | 오피움 시어터         | 2,000명       |

## 세트 리스트
- Opening VCR -
- Focus
- Shape Of My Heart
- 夜明けの世界 (JP/새벽세상)
- O (Circle)
- Blue

- Ment -
- 소년 (Boy)
- DICE
- 매력 (Beat Drum)
- 번져 (Gradation)
- 월화수목금토일 (All Day)
- キラキラ (JP/반짝반짝)

- VCR #2 -
- 보통의 밤 (Always)
- 遅く起きた朝に (JP/늦게 일어난 아침에)
- 밤과 별의 노래 (Starry Night)

- Ment -
- Beauty (JP)
- 마에스트로 (Maestro)
- 만세 (Yay)
- Winner

- Encore VCR (온유하게 해요 (Shine On You)) -
- Hola!
- Life Goes On (JP)

- Ment -
- Conversation
- Promise You

- Opening VCR -
- Focus
- Shape Of My Heart
- 동네 (Under The Straight)
- O (Circle)
- Blue

- Ment -
- 소년 (Boy)
- DICE
- 매력 (Beat Drum)
- Love Phobia
- 번져 (Gradation)
- 월화수목금토일 (All Day)

- VCR #2 -
- 보통의 밤 (Always)
- Illusion
- 밤과 별의 노래 (Starry Night)

- Ment -
- In The Whale
- Anywhere
- 마에스트로 (Maestro)
- 만세 (Yay)
- Winner

- Encore VCR (온유하게 해요 (Shine On You)) -
- Hola!
- Conversation

- Ment -
- Promise You

## 게스트
| 일정            | 게스트   |
| --------------- | -------- |
| 2025년 2월 21일 | 이수현   |
| 2025년 2월 22일 | 기리보이 |
| 2025년 2월 23일 | 선우정아 |

## 제작
- 주최 : 그리핀 엔터테인먼트
- 주관 : (주)노머스